# Paray-Vieille-Poste
Paray-Vieille-Poste es una población y comuna francesa, ubicada en la región de Isla de Francia, departamento de Essonne, en el distrito de Palaiseau y cantón de Athis-Mons.
Incluye parte del Aeropuerto de Orly, que ocupa la mayoría del territorio de la comuna.

## Demografía
| 6202 | 7395 | 7670 | 7122 | 7214 | 7188 |
| Para los censos de 1962 a 1999 la población legal corresponde a la población sin duplicidades (Fuente: INSEE [Consultar]) |      |      |      |      |      |